# Uduba sarotra
Uduba sarotra is een spinnensoort uit de familie Udubidae. De soort komt voor in Madagaskar.